# George Newnes
George Newnes (Matlock Bath, 13 de marzo de 1851-Lynton, 9 de junio de 1910) fue un editor británico.

## Biografía
Newnes nació en Matlock, Derbyshire. Su padre, Thomas M. Newnes, era pastor de la Iglesia Congregacionalista. Estudió en el Silcoates School y, más tarde, en el Shireland Hall, Warwickshire, y el City of London School.
Puede decirse que su mejor publicación es The Strand Magazine, iniciada en 1891, en la que Arthur Conan Doyle su serie de misterio Sherlock Holmes. Fundó también otras publicaciones, incluyendo The Westminster Gazette (1873), Tit-Bits (1881), The Wide World Magazine (1888), y Country Life (1897). La compañía que llevó su nombre, George Newnes, Ltd., continuó publicando tras su muerte, con revistas como Practical Mechanics. En 1963, la compañía se incorporó a IPC Media (una rama de Time Warner). Actualmente, los libros de Newnes sigues siendo publicados por Elsevier.
Newnes sirvió como miembro del Parlamento Británico representando la circunscripción de Newmarket (1885-1895).
Aparte de sus publicaciones, Newnes construyó una gran casa en West Country, y fue una pieza clave en el diseño de las torres gemelas de Lynton y Lynmouth en North Devon. Construyó una pasarela que unía ambas torres, además del ayuntamiento y otras instalaciones. Como resultado de los esfuerzos de Newnes, la carretera 19-mile Lynton y Barnstaple Railway fue abierta en 1898 aparentemente para traer visitantes desde Barnstaple.